# Machine Messiah
Machine Messiah – czternasty album studyjny brazylijskiego zespołu muzycznego Sepultura. Wydawnictwo ukazało się 13 stycznia 2017 roku nakładem wytwórni muzycznej Nuclear Blast. Nagrania zostały zarejestrowane w Fascination Street Studios w Örebro w Szwecji we współpracy z producentem muzycznym Jensem Bogrenem. Proces prac nad płytą został udokumentowany w ośmiu krótkometrażowych filmach, które zostały opublikowane na kanale YouTube zespołu. Materiał był promowany teledyskiem do utworu „Phantom Self”. Ponadto do utworu „I Am the Enemy” zostało zrealizowane tzw. "lyric video". Okładkę płyty wykonała filipińska malarka surrealistyczna Camille Della Rosa.

## Lista utworów
Opracowano na podstawie materiału źródłowego.
| Nr  | Tytuł utworu                                                                             | Długość |
| --- | ---------------------------------------------------------------------------------------- | ------- |
| 1.  | „Machine Messiah”                                                                        | 05:54   |
| 2.  | „I Am the Enemy”                                                                         | 02:27   |
| 3.  | „Phantom Self”                                                                           | 05:30   |
| 4.  | „Alethea”                                                                                | 04:31   |
| 5.  | „Iceberg Dances”                                                                         | 04:41   |
| 6.  | „Sworn Oath”                                                                             | 06:09   |
| 7.  | „Resistant Parasites”                                                                    | 04:58   |
| 8.  | „Silent Violence”                                                                        | 03:46   |
| 9.  | „Vandals Nest”                                                                           | 02:47   |
| 10. | „Cyber God”                                                                              | 05:22   |
| 11. | „Chosen Skin” (utwór dodatkowy)                                                          | 03:17   |
| 12. | „Ultraseven no Uta” (utwór dodatkowy, cover The Echoes & Misuzu Children's Choral Group) | 01:18   |
|     |                                                                                          | 50:40   |

## Twórcy
Opracowano na podstawie materiału źródłowego.
| Zespół Sepultura w składzie - Derrick Green – wokal prowadzący - Andreas Kisser – gitara - Paulo Jr. – gitara basowa - Eloy Casagrande – perkusja, instrumenty perkusyjne | Dodatkowi muzycy - Myrath Orchestra – smyczki - André Alvinzi – programowanie | Inni - Jens Bogren – produkcja muzyczna, miksowanie - Johan Örnborg – miksowanie - Tony Lindgren – mastering - Linus Corneliusson – edycja cyfrowa, miksowanie - Viktor Stenquist, David Castillo – inżynieria dźwięku - Camille Della Rosa – okładka - Javier Andrés – oprawa graficzna - David Owen Blakley, Dedé Moreira – zdjęcia - Ludwig Näswall – obsługa techniczna |

## Notowania
| Lista                        | Kraj              | Pozycja |
| ---------------------------- | ----------------- | ------- |
| ARIA Charts                  | Australia         | 82      |
| Ö3 Austria Top 40            | Austria           | 33      |
| Ultratop                     | Belgia (Flandria) | 35      |
| Ultratop                     | Belgia (Walonia)  | 67      |
| SNEP                         | Francja           | 114     |
| Media Control Charts         | Niemcy            | 27      |
| AFP                          | Portugalia        | 35      |
| Billboard Hard Rock Albums   | Stany Zjednoczone | 7       |
| Billboard Independent Albums | Stany Zjednoczone | 11      |
| Schweizer Hitparade          | Szwajcaria        | 27      |